# Плоске (Ніжинський район)
Пло́ске — село в Україні, у Мринській сільській громаді Ніжинського району Чернігівської області. Населення становить 800 осіб.

## Географія
Понад селом протікає річка Рала, права притока Остра. На північ від села розташований ботанічний заказник «Борки», на південь — гідрологічний заказник «Куликове».

## Історія
Біля села виявлено праслов'янське городище.
За переказами, село при болоті Голо виникло з 3-х хуторів, які були розташовані по прямій один від одного за 1 версту: Дубиновка, Калитовка, Метейковка. Населений пункт Pluska позначено на «Спеціальному та докладному плані України…» де Боплана (1650) та на пізніших мапах. Назва, ймовірно, пішла від рельєфу. У 19 ст. село також називали Плосква й Площа.
Численні письмові згадки про Плоске почали з'являтися в середині 17 ст. Зокрема, село (а не деревня, тому мав бути свій храм) Плоске згадано в універсалах майбутнього гетьмана Петра Дорошенка 28 червня 1660 року та гетьмана Івана Брюховецького 17 червня 1664 року. Також є згадки 1659, 1667, 1668, 1669 років.
У часи Гетьманської України село Плоске належало до числа рангових — було в користуванні полкового війта м. Ніжина.
1747 року на кошти придворного духівника російської імператриці Єлизавети Петрівни протоієрея Федора Яковича Дуб'янського було збудовано дерев'яний Михайлівський храм. 30 вересня 1860 року при церкві було відкрито церковно-приходську школу. Першим учителем був священик Трифон Стефановський, якому допомагали дяки.
22 квітня 1863 року в селі від необережного поводження зі стрілецькою зброєю згоріли Михайлівська церква, будинок священика, хлібний запасний магазин (склад) та понад 20 дворів. Іконостас храму було частково врятовано. Новий храм при кладовищі було побудовано з матеріалів Михайлівської церкви, яку було збудовано 1728 року в Салтиковій Дівиці, але закрито незадовго до події. Освячено храм 8 листопада 1863 року. Два роки прихожани та  священнослужителі збирали кошти(3000 руб.) на нову кам'яну церкву. Для побудови церкви було споруджено цегляний завод на землі прихожанина І. Ф. Дуб'янського. За тисячу цеглин платили 1 руб.20 коп., а ніжинському підрядчику І. П. Рещикову від кожної покладеної цеглини платили 2 руб.20 коп. Будівництво затяглось на довгі 14 років. Протягом яких було зібрано 13000руб. 8 червня 1879 року приходському священику Трифону Стефановському доручено провести освячення храму в складі священиків: Л.Ячницького, Р.Малинки, П. Стопановського, І. Буримова і владики та п'яти дяків.
В роки Другої світової війни на території Чернігівщини в лісах діяв просталінський партизанський загін «За Батьківщину». Вірними друзями партизанів були Микола  Слісаренко, Олексій Калита та багато інших. 34(!) жителів села було заживо спалено в хаті М. Слісаренка. Тепер на цьому місті знаходиться стела, що нагадує жителям села жахливий день 1 квітня 1943 року.

## Населення

### Мова
Розподіл населення за рідною мовою за даними перепису 2001 року:
| Мова       | Кількість | Відсоток |
| ---------- | --------- | -------- |
| українська | 1044      | 98.03%   |
| російська  | 19        | 1.78%    |
| білоруська | 1         | 0.09%    |
| вірменська | 1         | 0.10%    |
| Усього     | 1065      | 100%     |

## Соціальна сфера
У селі діють ФАП, Плосківський ліцей Мринської сільської ради, СБК.

## Видатні люди
У селі народилися:
- Билименко Федір Трохимович (1931—1993) — Герой Соціалістичної Праці. Ланковий колгоспу імені Чапаєва.
- Дуб'янський Федір Якович (*близько 1700 — близько 1770) — протоієрей, духівник імператриць Єлизавети Петрівни та Катерини II.[8]
- Каталей Василь Васильович (1818—1877) — військовик Російської імператорської армії, генерал-лейтенант
- Мірошник Андрій Степанович (1922—1944) — радянський військовик, Герой Радянського Союзу.

- Дуб'янський Федір Якович — народився Дуб'янський в с. Плоскому 1692 року. Він мав приємний голос і поважну осанку, за що був зарахований в число царських півчих. А в 1742 році був призначений придворним царським духівником. Він мав значні капітали і дорогоцінності, подаровані імператрицею за особливі заслуги. Духівник Дуб'янський таємно вінчав імператрицю Єлизавету із гетьманом Розумовським, земляком-малоросом. Помер Дуб'янський 1762 року і похований на одному з кладовищ Петербурга біля сім'ї Ломоносових.

- Компанець Євдокія Сергіївна (1919) — місцева жителька, яка розповіла чимало казок Миколі Зінчуку для 40 і 41-го томів Казок України в 40 томах.[9]